# Letognathus
Letognathus — рід ризодонтів тетраподоморфів, що жили в кам'яновугільному періоді. Скам'янілості походять із члена Блакитного пляжу формації Хортон-Блафф, поблизу Гантспорта, Нова Шотландія. Як і більшість ризодонтів, він мав відносно великі розміри, мав велике загнуте назад ікло на симфізі нижньої щелепи та ряд із трьох вінцевих іклів уздовж довжини щелепи на додаток до крайового зубного ряду. Letognathus важливий для систематики ризодонтів, оскільки він зберігає ряд примітивних ознак, таких як окостенілий меккелевий хрящ, якого немає в родах Rhizodus і Strepsodus.

## Таксономічна історія
Майже всі представники Rhizodontida мали складну таксономічну історію через раннє використання роду Strepsodus як таксону сміттєвого кошика. Спочатку таксон був віднесений до роду Rhizodus Джоном Вільямом Доусоном, а пізніше до Strepsodus Артуром Смітом Вудвордом. Для матеріалу Horton Bluff було створено новий рід на основі ряду відмінностей від Strepsodus або Rhizodus.